# Corbières (Aude)
Corbières é uma comuna francesa na região administrativa de Occitânia, no departamento de Aude. Estende-se por uma área de 8,53 km². Em 2010 a comuna tinha 28 habitantes (densidade: 3,3 hab./km²).